# Blue Café
I Blue Café sono un gruppo musicale polacco attivo dal 1998 e originario di Łódź.
Hanno rappresentato la Polonia all'Eurovision Song Contest 2004 con il brano Love Song.

## Carriera
Nell'agosto 2001 la band ha pubblicato il suo primo singolo, intitolato Espaniol, e le canzoni Łap mnie bejbe e I'll Be Waiting. Nel maggio 2002 hanno iniziato ad acquistare notorietà, partecipando al festival della canzone di Opole col singolo Kochamy siebie, che ha ricevuto il premio della stampa. Il primo album dei Blue Café, Fanabeira, ha visto la sua pubblicazione nel maggio 2002. È arrivato sino alla terza posizione della classifica polacca degli album, rimanendovi complessivamente per 45 settimane, ed è stato certificato disco di platino il 29 agosto 2002.
A gennaio 2003 i Blue Café hanno partecipato alla selezione eurovisiva per la Polonia cantando You May Be in Love e piazzandosi terzi su 14. Nel giugno 2003 la band ha ripartecipato al festival della canzone di Opole con la canzone Do nieba, do piekła. Nel dicembre 2003 è stato pubblicato il secondo album della band, intitolato Demi-sec. L'album è stato certificato disco d'oro.
I Blue Café hanno partecipato alla selezione polacca per l'Eurovision Song Contest 2004 presentando il brano Love Song, vincendo il televoto e quindi la possibilità di rappresentare il proprio paese a Istanbul. Nella finale eurovisiva del 15 maggio 2004 si sono piazzati al 17º posto su 24 partecipanti con 27 punti totalizzati.

## Discografia
- 2002 - Fanaberia
- 2003 - Demi-sec
- 2006 - Ovosho
- 2008 - Four Seasons
- 2011 - DaDa
- 2014 - Freshair
- 2018 - Double Soul